# Igalula (Kigoma)
Igalula è una circoscrizione rurale (rural ward) della Tanzania situata nel distretto di Uvinza, regione di Kigoma. Conta una popolazione di 23 868 abitanti (censimento 2012).